# Cophura willistoni
Cophura willistoni är en tvåvingeart som beskrevs av Pritchard 1943. Cophura willistoni ingår i släktet Cophura och familjen rovflugor. Inga underarter finns listade i Catalogue of Life.